# Involucropyrenium llimonae
Involucropyrenium llimonae är en lavart som först beskrevs av Etayo, Nav.-Ros. & Breuss, och fick sitt nu gällande namn av Breuss. Involucropyrenium llimonae ingår i släktet Involucropyrenium och familjen Verrucariaceae.   Inga underarter finns listade i Catalogue of Life.